# Závodie (Žilina)

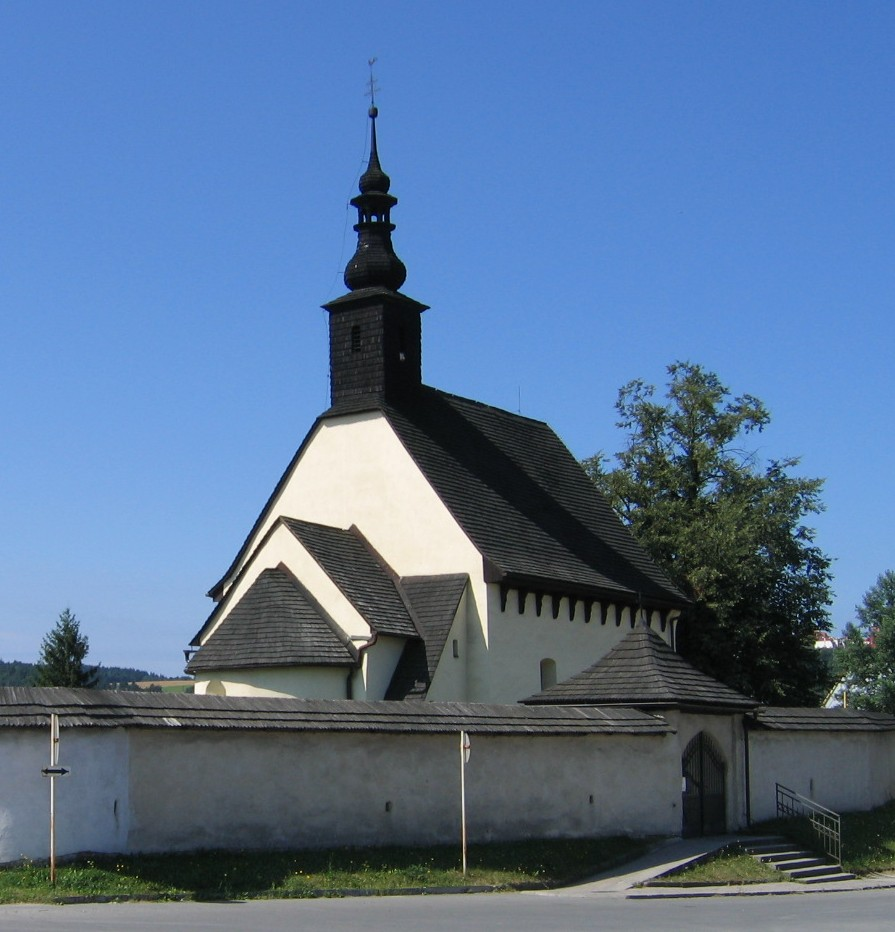
Kostel svatého Štěpána krále

Závodie je městská část Žiliny. Leží na levé straně řeky Rajčanky, která ho odděluje od Žiliny. Na severu sousedí s městskou částí Strážov a na jihu s městskou částí Bánová.
V oblasti Zátepličie se našlo sídliště ze starší doby kamenné (20 000 let př. Kr.) A na vrchu Hradisko útočiště opevnění vybudované pravděpodobně v starší době železné (7. století př. Kr .). Závodie se písemně vzpomíná v letech 1351 jako Zavoda, 1509 jako Zawdie a roku 1598 jako Zawodia. Bylo poddanskou vesnicí Žiliny a součást jejího katastru. Část Malá Zavoda patřila roce 1393 Lietavskému panství. Zemanské majetky v obci patřily rodině Závodských. Samostatnou obcí se stalo až v roce 1848. Z původní zástavby se vytvořilo uprostřed obce malé náměstí, do kterého se sbíhá 8 ulic. Na náměstí stojí na podstavci kamenný kříž z roku 1906, který dali postavit Závodský občané v Americe. Jižně od náměstí přirozeně navazuje asi 400 metrů dlouhý prodloužený park obestavěný domy. Východním okrajem parku prochází hlavní komunikace do Bánov, na sídliště Hájik a do obcí jižně od závodů. V roce 1927 postavili na okraji parku Kapli sv. Cyrila a Metoděje. Jednolodní stavba má představenou hranolovou věž se zvonem, který odlili ještě v roce 1875. Oltářní obraz namaloval žilinský rodák akademický malíř Viktor Krupec. Na jižní straně parku ve stínu stromů je ještě malá přícestná kaple. V parku je postaven i památník obětem války. Ojedinělou památkou je rozlehlý dřevěný hostinec z konce 19. století nazýván Dřevěnice, který byl postaven podle projektů z Kanady. V Závodí je základní a mateřská škola, pošta a jako bývalá obec má vlastní hřbitov.

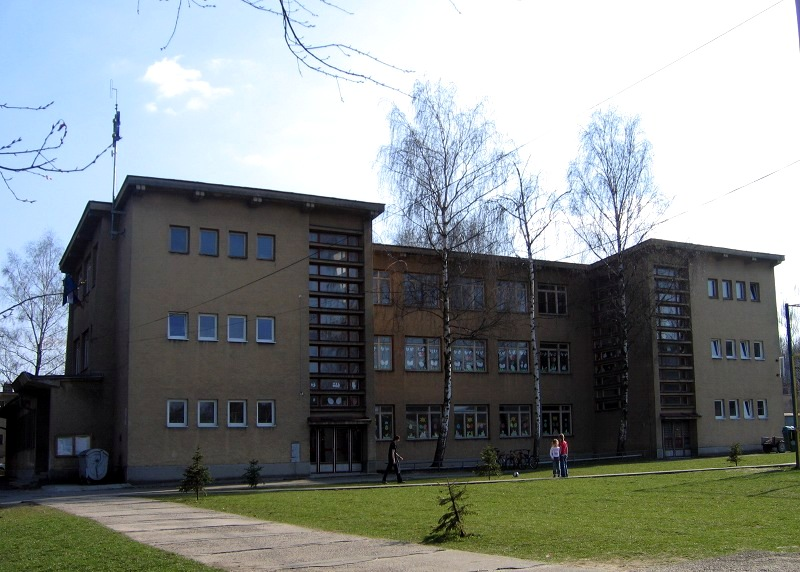
ZŠ Závodie

Závodie se v roce 1949 připojilo opět k Žilině. Pro blízkost k centru se stala vyhledávanou lokalitou převážně pro individuální bytovou výstavbu. V severní části přibylo několik průmyslových podniků a společností. Nejvýznamnější je DPMŽ s.r.o. s trolejbusovým depem. Celkem na severním okraji závodu prochází silnice I/18 z Prahy do Žiliny, která se přestavuje na dálniční přivaděč. U silnice je postavena čerpací stanice pohonných hmot a Autocentrum. Pod Hradiskem je vybudován centrální městský Nový hřbitov a krematorium. Na terase nad závodu se v roce 1987 začalo stavět čtvrté žilinské sídliště Hájik, které po dokončení v roce 2007 má asi 7300 obyvatel. Pod terasou sídliště hájek u potoka Bradová je postaven obytný soubor Kvačalova. Po vybudování DPMŽ a trolejbusového depa na okraji závodu přibyla v roce 1994 i trolejbusová doprava. Její význam nastal až v roce 2002, kdy se vybudovala přes intravilán závodu trolejbusová trať na sídliště hájek, čímž se dotvořil městský charakter.
Bývalá poddanská obec Žiliny, která měla v roce 1784 jen 405 obyvatel, se rozrostla do nebývalých rozměrů. V roce 2008 zde žilo 2 758 obyvatel, v roce 2009 Závodie mělo 2 963 obyvatel, čímž se stalo největší městskou čtvrtí v Žilině.

## Pamětihodnosti
- Kostel svatého Štěpána Krále z 13. století v přilehlé městské části Rudiny[2]

## Galerie

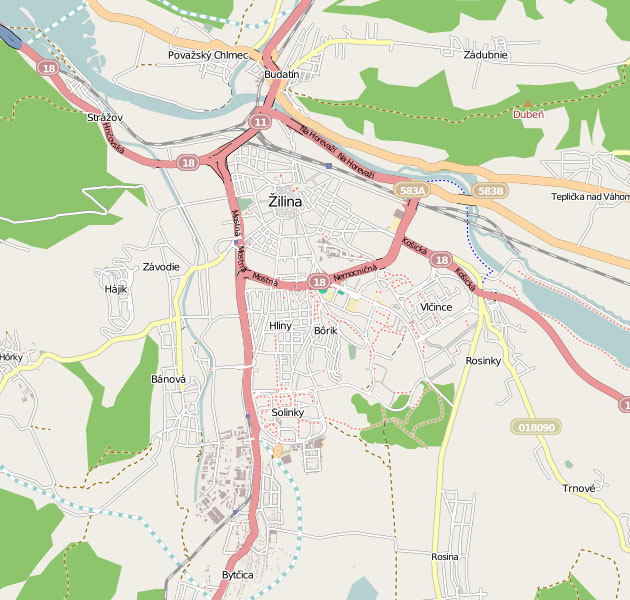
Mapa města – Závodie v levé části
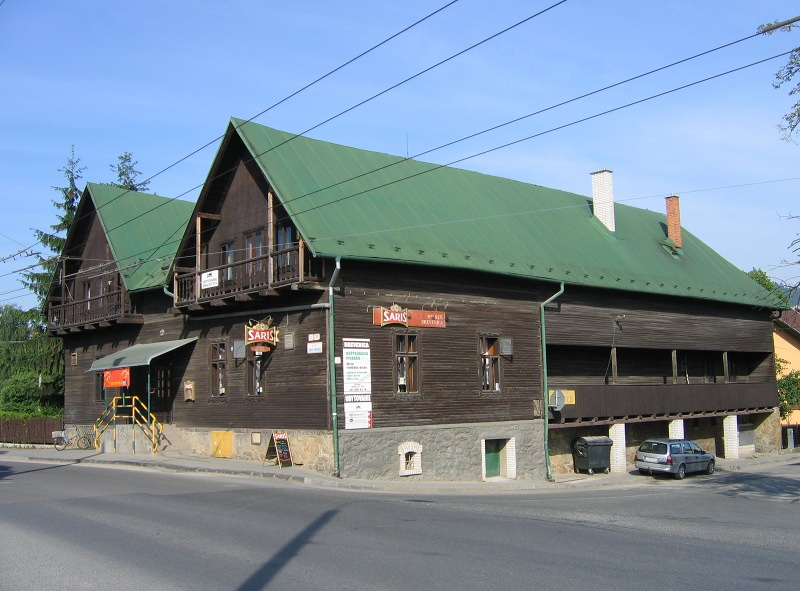
Dřevěný hostinec („Drevenica“)